# مقاطعة كمبرلاند (بنسلفانيا)
مقاطعة كمبرلاند (بالإنجليزية: Cumberland County, Pennsylvania)‏ هي إحدى مقاطعات ولاية بنسلفانيا في الولايات المتحدة. بلغ عدد سكانها 235406 نسمة في عام 2010 حسب إحصاء مكتب تعداد الولايات المتحدة.

## أعلام
- إيزكيل بولك
- روبرت كوبر جرير
- أندرو باركر
- إيفيلين شارب
- جيمس ك. هاربر

## وصلات خارجية
- www.ccpa.net